# 스포캔 인디언스
스포캔 인디언스(Spokane Indians)는 미국 워싱턴주 스포캔에 연고를 둔 마이너 리그 베이스볼 팀이다. 노스웨스트 리그에 속하는 하이 A 팀이며, 2021년부터 콜로라도 로키스의 팜 팀이다. 2003년부터 2020년까지는 텍사스 레인저스의 팜 팀이었다. 홈구장은 아비스타 스타디움이다.
1890년 창단된 이래로, 몇몇 리그를 거쳐 1983년부터 노스웨스트 리그에 소속되어 지금에 이르고 있다. 1969년부터 71년까지 3년간 토미 라소다가 감독으로 있었던 팀이기도 하다.